# 绍莫吉西尔
绍莫吉西尔，是匈牙利绍莫吉州所辖的一个村。总面积38.46平方公里，总人口735，人口密度19.1人/平方公里（2011年1月1日）。